# 保罗·塞尔吉奥·贝塔宁
保罗·塞尔吉奥·贝塔宁（Paulo Sérgio Betanin，1986年1月10日—），简称保利尼奥（Paulinho），是一名巴西足球运动员，现效力于意大利足球甲级联赛球队利沃诺。

## 俱乐部生涯
保利尼奥在巴西球队尤文图德开始职业足球生涯。2005年1月加盟利沃诺，他在同年4月17日对阵佛罗伦萨的比赛首次在意大利联赛出场。2007/2008赛季他被租借到索伦托， 2009至2011年被租借到格罗瑟托两个赛季。

## 国家队生涯
保利尼奥曾代表巴西U-20国家足球队参加2005年美洲青年锦标赛。 他在赛事中出场4次，进球1个。